# Треугольник Карпмана

Классический треугольник судьбы — преследователь, спасатель и жертва

Треуго́льник Ка́рпмана (англ. Karpman drama triangle), также драмати́ческий треуго́льник (Drama Triangle) — это психологическая и социальная модель взаимодействия между людьми в трансакционном анализе, впервые описанная Стивеном Карпманом (Stephen Karpman) в 1968 году в его статье Fairy Tales and Script Drama Analysis. Эту модель используют в психологии и психотерапии.
Концепция Карпмана о драматическом треугольнике до сих пор не подтверждена экспериментально и в XXI веке подвергнута научной критике как умозрительная (необоснованная).
Концепция треугольника Карпмана получила популярность в обществе, благодаря тому, что она даёт простое объяснение психологическим проблемам человека.

## Три роли
Модель описывает 3 привычные социальные роли (или ролевые игры), которые люди часто занимают в ситуациях:
- Жертва (victim)
- Преследователь (persecutor), который оказывает давление, принуждает или преследует жертву
- Спасатель (rescuer), который вмешивается, как кажется, из желания помочь ситуации или слабому

Из них спасатель — наименее очевидная роль. В условиях треугольника судьбы спасатель — это не тот, который помогает кому-то в чрезвычайной ситуации. Это тот, кто имеет смешанный или скрытый мотив, который эгоистично выгоден «тому, кто спасает». Спасатель имеет лежащий на поверхности мотив решения проблемы, и, кажется, прилагает большие усилия для её решения. Однако он имеет и скрытый мотив к неразрешению ситуации, или к достижению успеха таким образом, который выгоден для него. Например, он может испытывать чувство самоуважения, или ощущать статус «спасателя», или наслаждаться, видя, что от него кто-то зависит или кто-то ему доверяет. И будет казаться, что он действует из желания помочь, но на более глубоком уровне он играет с жертвой, чтобы продолжать получать свой выигрыш. Как сказал трансакционный аналитик Клод Штайнер:
... Жертва на самом деле не так беспомощна, как себя чувствует; Спасатель на самом деле не помогает, а Преследователь на самом деле не имеет обоснованных претензий.
Эта ситуация разыгрывается, когда возникают обстоятельства, в которых человек берёт на себя роль жертвы или преследователя. Тогда другие люди берут себе другие роли. Затем «два игрока перемещаются по треугольнику, так происходит переключение ролей». Так, например, жертва превращается в спасателя, спасатель переключается на преследование, или, как это часто бывает, спасатель пытается выйти из ситуации и оказывается жертвой.
Скрытая цель для каждого игрока и причина пребывания в ситуации в том, что каждый удовлетворяет их невысказанные (и часто бессознательные) психологические желания таким образом, который они считают приемлемым. При этом они не хотят признавать то, что в стратегическом плане эта ситуация принесёт им вред. Таким образом, каждый игрок действует из своих корыстных потребностей, а не из истинной ответственности или альтруистичности. Так кто-нибудь «как обычно приходит в роли печальной Жертвы; и теперь ясно, что она может „случайно“ стать Преследователем, и ещё и извиниться за это».
Эта игра подобна мелодраме про «героя, злодея и девицу в беде» (см. также: Dudley Do-Right и Snidely Whiplash).
В трансакционном анализе треугольник судьбы иногда упоминают в контексте интеллектуальных игр — «бессознательные игры играют невинными людьми». Например, такие: Почему бы вам не/да, но; Если бы не вы; Почему это всегда случается со мной?; Посмотрите, что вы мне сделали; Это вы втянули меня в это; Посмотрите, как тяжело мне было; Я просто пытаюсь вам помочь; А давайте вы и он подерётесь. Отношения между жертвой и спасателем могут принимать одну из форм созависимости. Спасатель поддерживает жертву в её зависимости от себя, играя в её жертвенность. Жертва получает удовлетворение своих потребностей, имея спасателя, который о ней заботится.

### Спасатель
Игра в спасателя отличается от подлинного спасения в чрезвычайной ситуации, например, от пожарного, который спасает жертву из горящего здания, или от спасателя, который спасает тонущего человека. Как в драматической роли, в попытках спасателя есть что-то нечестное или невысказанное, или, в лучшем случае, смешанный мотив или тяга к тому, чтобы быть спасателем и иметь жертву, которой можно помочь. На самом деле, «игра Треугольник Карпмана тормозит реальное решение проблем… приносит путаницу и страдания, а не решения».
Драматический спасатель играет свою роль в основном из-за того, что он вынужден спасать, чтобы избежать взгляда на свои собственные тревожности и скрытые чувства, поскольку жертва нуждается в их участии, как и в случае пожарного/спасателя.
Спасатель также может играть свою роль из-за крайне низкой самооценки. В таком случае скрытый мотив его действий понятен, он желает поднять самоценность в своих глазах. Кроме того, спасатели зачастую вступают в созависимые отношения, страдают от своего спасательства и считают своим долгом, крестом по жизни спасать даже тех, кто в этом не нуждается. Для спасателей характерно постоянное чувство вины, самобичевание, обращённость на проблемы других людей в ущерб себе.
Зачастую Спасателя никто не просит себя спасти. Его помощь никому не нужна, он не спрашивает у предполагаемой несчастной жертвы, нужно ли её спасать. Такое спасательство также тесно переплетено с нарушением личных границ того, кого пытаются спасти. Кроме того, спасательство отнимает у Спасателя огромное количество ресурсов и сил, не позволяя ему заниматься собственной жизнью. Это наиболее опасная из трёх ролей, так как её сложнее прорефлексировать, чем все остальные, потому что на первый взгляд такой человек часто может казаться просто великодушным и эмпатичным.
Причины такого поведения часто уходят корнями в детство человека, в его отношения с родителями. Он (или она) спасает всех вокруг, желая быть «хорошей девочкой (или хорошим мальчиком)», получить одобрение со стороны своих реальных родителей или внутреннего Родителя, а также является безуспешной попыткой укрепить свою самооценку и самоценность, хотя в действительности, так как Спасатель постоянно пребывает в низкоресурсном состоянии, его самооценка не может быть стабильной.
По словам Эрика Берна «Первая группа играет в „Я только пытаюсь Вам помочь“, в то время как вторые на самом деле помогают людям».

### Жертва
Характерная особенность Жертвы — нежелание брать на себя ответственность. Она убеждена в своей неспособности к самостоятельной жизни и всегда ищет Спасателя, а также часто привлекает к себе Преследователя (Агрессора), потому что подсознательно она не хочет выходить из своего пассивного положения, так как не хочет быть ответственной за свою жизнь. Если Жертве предлагают совет для разрешения её проблемы, она сразу же отвергает его, так как считает свои проблемы неразрешимыми. Из-за отказа от ответственности Жертвы часто страдают различными зависимостями: алкогольной, наркотической, обжорством. Это также является некоторым жестом самоотречения, вверения себя другим людям (зачастую — Спасателям), так как человек с зависимостью, опять же, не может полноценно о себе позаботиться.
Роль Жертвы связана с постепенной деградацией личности, так как сама она перекладывает ответственность с себя на своего Спасателя и отказывается вести полноценную жизнь.

### Агрессор (Преследователь)
Для Преследователя характерно стремление властвовать над другими, доминировать над Жертвами, буквально нападать на других людей. Часто эту роль играют те, кто подвергся насилию, абьюзу в детстве. Подсознательно такие люди испытывают глубочайшее чувство стыда и беспомощности, которое они и пытаются подавить, преследуя других. Они также не берут на себя ответственность за то, что причиняют боль другим, ибо считают, что те люди заслужили подобное отношение. Проповеди, угрозы, запугивания, многочисленные нравоучения и открытые конфликты — всё это является обыденными действиями Агрессоров.
Преследователь своим поведением пытается компенсировать свою несостоятельность, проецируя её на своих Жертв. Такие люди часто не осознают того, кем они являются, чувствуя себя жертвами. Для Преследователей характерен следующий цикл: «Я просто пытался вам помочь (Спасатель), а вы на меня напали (Жертва), поэтому мне пришлось защищаться (Преследователь)». Из этой роли выйти проще всего, так как действия Агрессоров имеют явную деструктивную природу.

## Обзор и теория
Игра в трансакционном анализе представляет собой серию параллельных (взаимных) или скрытых взаимодействий (трансакций), приводящих к предсказуемому результату. Игры часто характеризуются переключением ролей игроков ближе к окончанию процесса игры. Число игроков может варьироваться.
Игры в этом смысле являются тем инструментом, который люди используют (часто бессознательно), чтобы создать обстоятельства, где они могут с полным правом почувствовать определённые чувства (например, гнев или превосходство), или обоснованно выполнить или избежать выполнения определённых действий, где их собственные внутренние желания отличаются от ожиданий общества. Игры всегда являются заменой искреннего общения, полного взрослых эмоций и реакций, которое было бы более уместным.
Для игр часто полезно рассматривать 3 количественные величины:
- Гибкость — «Способность игроков к изменению валюты игры (то есть инструмента, который они используют, чтобы играть им). Для некоторых игр… подходит только один вид валюты, в то время как другие, такие как эксгибиционистские игры, являются более гибкими»[14], так что игроки могут перейти от слов к деньгам, или к частям тела
- Упорство — «Некоторые люди бросают свои игры легко, другие являются более упорными»[14]
- Интенсивность — «Некоторые люди играют в свои игры в расслабленном состоянии, другие более напряжёны и агрессивны. И игры, в которые так играют, соответственно называют лёгкими и тяжёлыми»[14], причём последние протекают в напряжённой и жёсткой манере

Исходя из степени приемлемости и потенциального вреда, игры делят на 3 категории: социально приемлемые игры, нежелательные, но не несущие необратимых повреждений, и игры, которые могут привести к причинению тяжкого вреда. Их последствия могут варьироваться от большого количества мелких наказаний (девушка, которая продолжает встречи с милыми парнями, которые бросают её) до наказаний, имеющих значимый уровень и протяжённых во времени (вроде суда, морга). Каждая игра имеет выигрыш для тех, кто играет в неё. Способ прервать игру заключается в раскрытии ролей играющих.
Первой из описанных игр была «Почему бы Вам не / Да, но», в которой один игрок (белый) обозначает проблему, как будто ищет помощи, а другие игроки (чёрные) будут предлагать решения. Белый подмечает изъяны в предлагаемых чёрными игроками решениях («Да, но» ответ), пока все они не сдадутся в расстройстве. Вторичная выгода для белого в том, что он может утверждать, что его проблема — действительно неразрешима, и тем самым избежать тяжёлой работы для внутренних изменений, а для чёрных — либо почувствовать разочарование мученика («Я всего лишь пытался помочь»), либо ощутить себя наставником, которого не уважают («пациент отказывается от сотрудничества»).
В треугольнике судьбы переключатель роли — это «такой же переключатель, который входит в формулу для игр», переключение происходит, когда один игрок, после стабильного пребывания в одной роли, внезапно меняет свою роль. Жертва становится преследователем и бросает предыдущего преследователя в роль жертвы. Или спасатель вдруг становится преследователем.
Помимо ролевых переключателей Карпман описал много интересных характеристик игр. Например, пространственные переключатели (личное-общественное, открыто-закрыто, близко-далеко), которые предшествуют, вызывают или следуют за переключениями ролей. Или параметр скорости сценария — количество переключений ролей за единицу времени.

## Критика
На 2024 год нет достоверных доказательств реальности феномена, описываемого «Треугольником Карпмана». За это время опубликовано крайне мало независимых научных статей, посвящённых феномену драматического треугольника и практически все они содержат критику феномена. С. Карпман пишет, что его концепция представляет собой идеи, родившиеся в мозговом штурме, и что никакие идеи при этом им не были отвергнуты (англ. No ideas here were judged and eliminated.). Сам Карпман не проводил научных экспериментов, чтобы доказать эффект, оставляя его в статусе теоретической модели.
В журнале американской ассоциации брачной и семейной терапии в 2009 году вышла статья американского психолога, профессора Лучано Лабате, который пытался найти научное обоснование и экспериментальные подтверждения карпмановской концепции, но не обнаружил ни того, ни другого. Единственный на тот момент эксперимент с опубликованными результатами, который должен был подтвердить существование феномена, был проведён с грубыми методологическими ошибками, поэтому никаких выводов из него сделать было невозможно.

Эта слабая и, возможно, тщетная попытка воскресить одну модель из литературы по транзактному анализу кажется неуместной и вряд ли будет интересной для современных редакторов и читателей журналов. …пока ещё нет эмпирических и клинических доказательств, подтверждающих его валидность, чтобы оправдать его применение в практике семейной терапии. …несмотря на эту простую попытку найти эмпирическую основу для этого треугольника, его обоснованность остается открытым вопросом. Необходимо так или иначе разобраться, прежде чем применять его к семьям в кризисе.
— L'Abate, 2009; пер. цит. по: Зыгмантович, 2020
В статье 2019 года с отчётом об эксперименте, который должен был помимо прочего подтвердить существование феномена, экспериментаторы сообщили, что не смогли определить, связано ли поведение испытуемых с эффектом драматического треугольника, или его причина иная.
Серьёзных, качественных, больших исследований треугольника Карпмана скорее всего не существует.
На сайте, посвящённом драматическому треугольнику (https://www.karpmandramatriangle.com) в разделе статей нет сведений о научных исследованиях концепции.
В карпмановской модели драматического треугольника имеется серьёзная проблема — в концепции отсутствуют чёткие критерии для каждой роли, из-за чего невозможно определить роль каждого участника драмы и распределение ролей зависит от фантазии интерпретатора.
Терапевтический эффект от использования концепции драматического треугольника Карпмана скорее всего связан с когнитивным искажением, когда любое простое понятное объяснение помогает человеку улучшить состояние, подобно объяснениям о влиянии знака зодиака на жизнь человека.
Концепция треугольника Карпмана даёт простое объяснение психологическим проблемам человека и предлагает простое решение его неурядиц. В случае позитивного для человека результата применения концепции далее уже работает когнитивное искажение «зато мне помогло».